# حریم خصوصی در اینترنت
حریم خصوصی در اینترنت دربرگیرنده حریم خصوصی کاربران اینترنت در مورد ذخیره اطلاعات و استفاده شخصی آنها، ارائه به شخص ثالث یا نمایش در فضای اینترنت است. این حق علاوه بر اطلاعات مربوط به شخص، ناظر بر فضا یعنی مکانی که فرد با آن مرتبط است نیز می‌شود.

حریم خصوصی افراد در فضای مجازی به دو حوزه ارتباطات خصوصی یا غیرعمومی به اشکال مختلف و پایگاه‌های داده‌ای که حاوی اطلاعات شخصی افرادند تقسیم می‌شود. در سال ۲۰۱۳ سازمان ملل متحد قطعنامه‌ای با عنوان حق حریم شخصی صادر کرد و در آن از حقوق شهروندان کشورها در برابر جاسوسی دولت‌ها از فعالیت‌های اینترنتی دفاع کرد.

## وجوه حریم خصوصی
برای حریم خصوصی چهار وجه وجود دارد
1. حریم شخصی که می‌تواند شامل اطلاعات مالی، پزشکی و زندگی خصوصی افراد باشد.
2. حریم جسمانی که به حفاظت از جسم افراد در مقابل آزمایش‌های ژنتیک و… مربوط می‌شود.
3. حریم ارتباطات که شامل امنیت اطلاعات اینترنتی، پست‌های الکترونیک، تلفن‌ها، پست و سایر اَشکال ارتباطات است.
4. حریم مکانی که به اعمال مجموعه‌ای از محدودیت‌ها و نظارت‌ها در محیط کار و زندگی افراد و اماکن عمومی مربوط می‌شود.

## عوامل تهدیدکنندهٔ حریم خصوصی
سه عامل زیر حریم خصوصی را تهدید می‌کنند
- حکومت‌ها و دولت‌ها
- بخش خصوصی
- فناوری نوین

## رفتارهای نقض حریم خصوصی در فضای مجازی
با توجه به گستردگی روزافزون اینترنت حریم خصوصی کاربران به اشکال مختلف می‌تواند نقض شود، از جمله این موارد می‌توان به انتشار یا در دسترس قرار دادن صوت، فیلم یا تصویر خصوصی، هرزه‌نگاری و تحریف‌نگاری شخصیت، نشر اکاذیب، سوءاستفاده و کلاهبرداری‌های مالی است.
برخی از مصادیق نقض حریم خصوصی که در قانون جرایم رایانه‌ای جرم انگاری شده به شرح زیر است:
- دسترسی غیرمجاز به داده‌های رایانه‌ای یا مخابراتی نظیر هک ایمیل یا اکانت افراد
- شنود غیرمجاز محتوای در حال انتقال در سیستم‌های رایانه‌ای یا مخابراتی نظیر استفاده از کی لاگرها و نرم‌افزارهای شنود چت‌های اینترنتی و…
- دسترسی غیرمجاز به داده‌های سری در حال انتقال در سیستم‌های رایانه‌ای یا مخابراتی یا حامل‌های داده یا تحصیل و شنود آن
- در دسترس قرار دادن داده‌های سری در حال انتقال در سیستم‌های رایانه‌ای یا مخابراتی یا حامل‌های داده برای اشخاص فاقد صلاحیت
- نقض تدابیر امنیتی سیستم‌های رایانه‌ای یا مخابراتی به قصد دسترسی به داده‌های سری در حال انتقال در سیستم‌های رایانه‌ای یا مخابراتی یا حامل‌های داده
- حذف یا تخریب یا مختل یا غیرقابل پردازش نمودن داده‌های دیگری از سیستم‌های رایانه‌ای یا مخابراتی یا حامل‌های داده به‌طور غیرمجاز
- از کار انداختن یا مختل نمودن سیستم‌های رایانه‌ای یا مخابراتی به‌طور غیرمجاز نظیر غیرفعال سازی دیتابیس تارنماها و ممانعت از دسترسی افراد به سایت‌های شخصی
- ممانعت از دسترسی اشخاص مجاز به داده‌های یا سیستم‌های رایانه‌ای یا مخابراتی به‌طور غیرمجاز
- ربودن داده‌های متعلق به دیگری به‌طور غیرمجاز
- هتک حیثیت از طریق انتشار صوت و فیلم تحریف شده دیگری به وسیله سیستم‌های رایانه‌ای یا مخابرات
- نشر اکاذیب از طریق سیستم‌های رایانه‌ای یا مخابراتی به قصد اضرار به غیر یا تشویش اذهان عمومی
- فروش یا انتشار یا در دسترس قرار دادن گذرواژه یا هر داده‌ای که امکان دسترسی غیرمجاز به داده‌ها یا سیستم‌های رایانه‌ای یا مخابراتی متعلق به دیگری را فراهم می‌کند.
- آموزش نحوه ارتکاب جرایم دسترسی غیرمجاز، شنود غیرمجاز، جاسوسی رایانه‌ای و تخریب و اخلال در داده‌ها یا سیستم‌های رایانه‌ای و مخابراتی.

## از منظر قانون

### ایران
طبق اصل بیست و دوم قانون اساسی جمهوری اسلامی ایران حیثیت، جان، مال، حقوق، مسکن و شغل اشخاص از تعرض مصون است مگر در مواردی که قانون تجویز کند.
در اصل ۲۳ قانون، تفتیش عقاید ممنوع و در اصل ۲۵ بازرسی و نرساندن نامه‌ها، ضبط و فاش کردن مکالمات تلفنی، افشای مخابرات تلگرافی و تلکس، سانسور، عدم مخابره و نرساندن آنها، استراق سمع و هرگونه تجسس منع شده‌است.
اگرچه در قانون اساسی ایران اشاره‌هایی کلی به حریم خصوصی شده ولی در حقوق ایران مقررات خاصی برای حمایت از حریم خصوصی وجود ندارد.

### اتحادیه اروپا
در سال ۲۰۱۲ اتحادیه اروپا قانونی را تصویب کرد که طی آن سایت‌های اینترنتی اروپایی برای استفاده از کوکی‌ها به منظور ذخیره کردن اطلاعات کاربران باید از آنها اجازه بگیرند.

### نفوذ های اینترنتی قانون مند
نفوذ های اینترنتی بعضی اوقات قانون مند هستند.
که فقط افراد خاستی در شرایطی اجازه و مجوز این کار را دارند
مانند کلاه سفید (امنیت رایانه) که به عنوان مثال کارهایی چون 
تست نفوذپذیری 
ایستادگی و مقابله در برابر جرایم سایبری
جست وجو  برای پیدایش اطلاعات مجرم 